# (6465) Zvezdotchet
(6465) Zvezdotchet es un asteroide perteneciente al cinturón de asteroides, descubierto el 3 de marzo de 1995 por Timur Kriachkov desde la Estación Zelenchukskaya, Cáucaso, Rusia.

## Designación y nombre
Designado provisionalmente como 1995 EP. Fue llamado así por la revista rusa de astrónomos aficionados Zvezdotchet (Stargazer) y sus lectores.

## Características orbitales
Zvezdotchet está situado a una distancia media del Sol de 2,674 ua, pudiendo alejarse hasta 3,096 ua y acercarse hasta 2,252 ua. Su excentricidad es 0,158 y la inclinación orbital 11,374 grados. Emplea 1597,08 días en completar una órbita alrededor del Sol.
Pertenece a la familia de asteroides de (145) Adeona.

## Características físicas
La magnitud absoluta de Zvezdotchet es 12,84. Tiene 15,324 km de diámetro y su albedo se estima en 0,094.